# Foresta di Capo Ferrato
La foresta di Capo Ferrato è un complesso forestale appartenente al demanio della regione Sardegna.
Si estende nella parte meridionale dell'isola, in territorio del comune di Muravera, su una superficie di 195 ettari che va da 25 m ai 300 m s.l.m. del monte Ferru. È attraversata dal Riu Su Tubbio.
Sotto l'aspetto vegetazionale la foresta si può ascrivere alla zona fitoclimatica del Lauretum caldo del Pavari; comprende quindi la tipica macchia termoxerofila di sclerofille sempreverdi a lentischio (Pistacia lentiscus), ginepro fenicio (Juniperus phoenicea) ed euforbia arborea (Euphorbia dendroides), con sporadici esemplari di olivastro (Olea europea var. sylvestris) e fillirea angustifolia (Phillyrea angustifolia) e qualche pianta relitta di leccio (Quercus ilex).